# Agente honorífico
Agentes honoríficos são as pessoas convocadas, designadas ou nomeadas para prestar, transitoriamente, determinados serviços ao Estado, em razão de sua condição cívica, de sua honorabilidade ou de sua notória capacidade profissional, mas sem vínculo empregatício ou estatuário, e geralmente sem remuneração. Estes serviços constituem os serviços públicos relevantes (múnus público). Exemplos: Jurado, mesário eleitoral, conselheiro, etc.